# Lupo (empresa)
A Lupo é uma fabricante brasileira de moda íntima, meias e uniformes de times, com sede em Araraquara, interior do estado de São Paulo, empregando cerca de 4.000 pessoas.

## Histórico
A empresa foi fundada em 1921 por Enrico "Henrique" Lupo aos 17 anos, com o nome fantasia de Meias Araraquara. A mudança da razão social para Meias Lupo S.A., ocorreu em 1937. Em 1947, a empresa já era o maior fabricante de meias masculinas do Brasil e, em 1960, foram adquiridas as primeiras máquinas para a fabricação de meias femininas.
Em 1987, a empresa passou a chamar-se Lupo S.A., e neste mesmo ano, a Lupo recebeu as primeiras amostras do nylon, o fio sintético que viria a revolucionar o mercado de meias no mundo todo. A partir da década de 1990, a Lupo ampliou sua linha de produtos, passando a fabricar cuecas.
Foi escolhida como uma das 100 melhores empresas para se trabalhar no ano 2000. Em 2005, foi eleita pela revista ISTOÉ Dinheiro como a melhor empresa do setor têxtil no ranking "As Melhores da Dinheiro" do Brasil. Em 2011 abriu sua loja virtual
A atual presidente da Lupo é Liliana Aufiero, neta do fundador.
Em 2016, a Lupo adquiriu o Grupo Scalina, detentor das marcas TriFil e Scala.

## Premiações
Ao longo de sua história, a Lupo recebeu várias premiações, entre as quais destacam-se:
- Desempenho no comércio exterior (2000): premiada pelo ministério do desenvolvimento, indústria e comércio exterior, na categoria “novos polos de exportação”
- Personalidade da Tecnologia na Indústria (2000): prêmio para Liliana Aufiero, atual presidente da Lupo
- Ranking “As melhores da Revista Istoé Dinheiro" (2005): melhor empresa do setor têxtil
- Valor 1000 (2007): primeira colocada no quesito rentabilidade do setor têxtil, couro e calçados
- Destaque do setor têxtil (2007): promovido pela revista Istoé Dinheiro
- Melhor Empresa do Ano do Setor Têxtil (2008): no ranking “maiores e melhores”, da Revista Exame
- Medalha do conhecimento (2008): na sede da Confederação Nacional das Indústrias, em Brasília
- Prêmio Alshop Lojista (2009, 2010, 2012, 2013 e 2014): melhor loja de shopping na categoria Underwear
- 2010: Liliana Aufiero, Presidente da Lupo, é eleita uma das 14 principais executivas brasileiras - promovida pelo Jornal Valor Econômico e Líder 2010 no setor têxtil, couro, calçados e confecções, pelo Fórum de Líderes Empresariais
- Ranking anual da Revista Época Negócios (2015 e 2018): campeã no setor têxtil, couro e vestuário[7]
- Anuário Época Negócios 360º (2016): campeã no setor têxtil, couro e vestuário.
- Ranking das 300 melhores empresas do Brasil (2017): seguindo, pelo 3º ano consecutivo, como campeã na categoria têxtil, couro e vestuário.
- Prêmio Líderes do Brasil (2018): primeiro lugar na categoria indústria têxtil/couro e vestuários, em premiação promovida pelo Lide – Grupo de Líderes Empresariais, que reconhece os melhores profissionais nos principais setores da economia do país.

## Lupo Sport
A divisão esportiva Lupo Sport fornece material esportivo para equipes futebolísticas brasileiras, como em 2015 para a Figueirense. No ano de 2013, a divisão patrocinou o Atlético Mineiro, mas no ano seguinte desistiu em razão dos altos custos. Atualmente, fornece material esportivo para a Ferroviária de Araraquara, cidade sede da empresa.
Em 2011 a empresa contratou o jogador Neymar para ilustrar as campanhas de suas cuecas, meias e pijamas, por um valor à época de R$ 4,4 milhões, e com duração até 2014, um acordo até então incomum no país. O contrato foi renovado mesmo quando o atleta mudou do Santos para o Barcelona. Em 2014, o jogador foi advertido pela UEFA por haver exibido a marca numa de suas competições.